# Ihor Ohirko
Ihor Wasyljowycz Ohirko, ukr. Ігор Васильович Огірко (ur. 14 kwietnia 1952 w Jeziernej) – doktor nauk fizyczno-matematycznych, profesor Katedry Wydań Elektronicznych Ukraińskiej Akademii Drukarstwa.

## Życiorys
Ihor Ohirko urodził się 14 kwietnia 1952 roku w Jeziernej (obwód tarnopolski) na Ukrainie. Jego rodzice, Wasyl i Teodora, byli nauczycielami. Do szkoły uczęszczał we wsi Pidbirci, następnie do szkoły średniej nr 11 we Lwowie, którą ukończył w 1969 roku. Studiował na kierunku techniczno-matematycznym na Uniwersytecie im. Iwana Franki we Lwowie. W 1974 roku, po ukończeniu studiów, został skierowany do pracy w charakterze pracownika naukowego do Instytutu Matematyki we Lwowie, gdzie prowadził badania w zakresie metod matematycznych teorii pola. Jednocześnie wykładał informatykę na Uniwersytecie Lwowskim.
W 1978 roku w Instytucie Stosowanych Problemów Mechaniki i Matematyki obronił dysertację na stopień kandydata nauk. Praca została napisana na temat mechaniki deformowanego ciała twardego i powstała pod kierunkiem Jarosława Buraka. Po obronie Ohirko kontynuując pracę w Instytucie Matematyki awansował na kierownika Wydziału Metod Liczbowych w Mechanice i Matematyce Narodowej Akademii Nauk Ukrainy (ukr. ОЦ ІППММ АН України). W okresie kierowania placówką zajmował się fizycznymi i geometrycznymi modelami nieliniowej termosprężystości ciał przy wykorzystaniu rozmaitych metod optymizacji. Wyniki swoich badań zawarł w rozprawie doktorskiej Mechanika deformowanego ciała twardego (ukr. Механіка деформованого твердого тіла), którą obronił w 1989 roku na Kazańskim Uniwersytecie Państwowym.
Od roku 1990 pracuje w Ukraińskim Instytucie Poligraficznym im. Iwana Fedorowa. W latach 1992–1998 kierował Katedrą Matematyki Stosowanej tego instytutu, a w 2002 roku został profesorem Katedry Wydawnictw Elektronicznych. W latach 2003–2008 pełnił funkcję przewodniczącego państwowej komisji egzaminacyjnej Uniwersytetu im. Iwana Franki we Lwowie w dziedzinie matematyki stosowanej i cybernetyki ekonomicznej. Ponadto uczestniczył w pracach rad naukowych oceniających kandydackie i doktorskie dysertacje, które powstawały na Ukraińskiej Akademii Drukarstwa, Politechnice Lwowskiej, Uniwersytecie im. Iwana Franki. Wykłada także na Wydziale Informatyki i Matematyki Uniwersytetu Technologiczno-Humanistycznego im. Kazimierza Pułaskiego w Radomiu.
Ohirko jest autorem 156 publikacji naukowych, w tym 3 monografii i 59 artykułów naukowych. Jest stałym członkiem kolegiów redakcyjnych dwóch serii wydawniczych: Poligrafia a sprawa wydawnicza (ukr. Поліграфія і видавнича справа) oraz Naukowe zapiski Ukraińskiej Akademii Drukarstwa (ukr. Наукові записки Української академії друкарства).
W 2005 roku za zasługi dla narodu ukraińskiego został nagrodzony dyplomem Rady Najwyższej Ukrainy.